# Романтизм
Романти́зм (фр. romantisme) — идейное и художественное направление в европейской и американской культуре конца XVIII века — первой половины XIX века, характеризуется утверждением самоценности духовно-творческой жизни личности, изображением сильных (зачастую бунтарских) страстей и характеров, одухотворённой и целительной природы. Распространилось на различные сферы деятельности человека. В XVIII веке романтическим называли всё странное, живописное и существующее в книгах, а не в действительности. В начале XIX века романтизм стал обозначением нового направления, противоположного классицизму и Просвещению.
Зародился в Германии. Предвестник романтизма — движение «Буря и натиск» и сентиментализм в литературе.

## Общая характеристика
Романтизм сменяет эпоху Просвещения и совпадает с промышленной революцией, обозначенной появлением паровой машины, паровоза, парохода, фотографии и фабрично-заводских окраин. Если Просвещение характеризует культ разума и основанной на его началах цивилизации, то романтизм утверждает идеал природы, чувств и естественного в человеке. В эпоху романтизма оформляется образ романтического героя, а также многие феномены и ритуалы современной жизни: туризм, альпинизм, пикник. Одна из главных идей романтизма — восстановление единства человека и природы . Востребованным оказывается образ «благородного дикаря», вооруженного «народной мудростью» и не испорченного цивилизацией.
Романтики открыли необычайную сложность, глубину и антиномичность духовного мира человека, внутреннюю бесконечность человеческой индивидуальности. Человек для них — малая вселенная, микрокосмос. Напряженный интерес к сильным и ярким чувствам, к тайным движениям души, к «ночной» ее стороне, тяга к интуитивному и бессознательному — сущностные черты романтического мировосприятия.
Романтизм был связан с интересом к истории. Начинают проводиться исторические изыскания для того, чтобы показать древность народа, древность национального единства (романтический национализм). В философии романтизма народ воспринимается как единая коллективная личность, в которой каждый человек является лишь её малой частью. В романтизме были и шовинистические, национально-высокомерные мотивы. Так, если Эйхендорф был горд, что немцы не хуже других, то Клейст был убеждён, что они лучше других.

## Философия романтизма

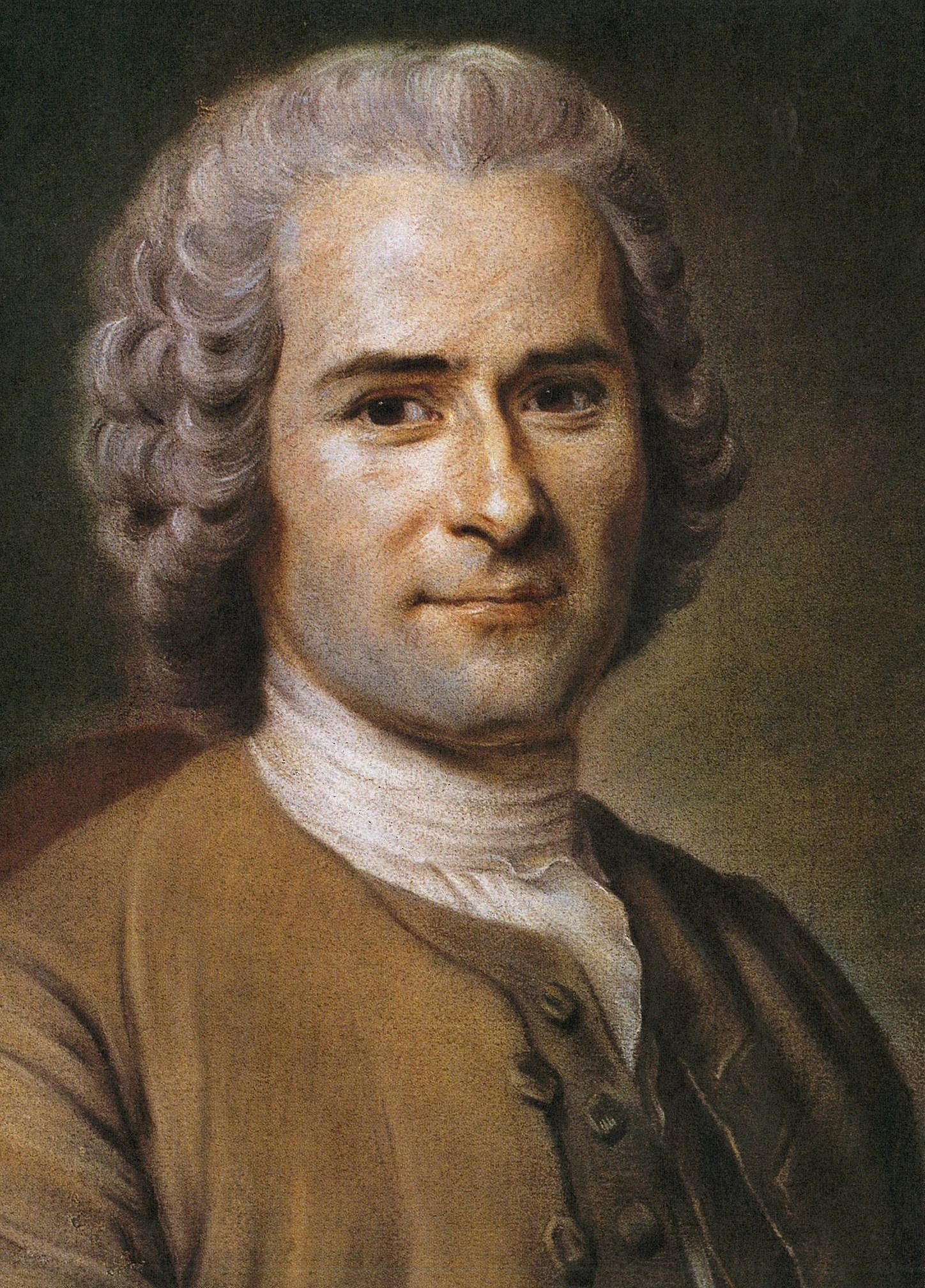
Жан-Жак Руссо послужил идейным вдохновителем для европейских романтиков.

Категория возвышенного, центральная для романтизма, сформулирована Кантом в работе «Критика способности суждения». По Канту, есть позитивное наслаждение прекрасным, выражающееся в спокойном созерцании, и есть негативное наслаждение возвышенным, бесформенным, бесконечным, вызывающее не радость, а изумление и осмысление. С воспеванием возвышенного связан интерес романтизма к злу, его облагораживание и диалектика добра и зла («Я — часть той силы, что вечно хочет зла и вечно совершает благо»).
Просветительской идее прогресса и тенденции отбросить всё «устаревшее и отжившее» романтизм противопоставляет интерес к фольклору, мифу, сказке, к простому человеку, возвращение к корням и к природе.
В тенденции к атеизму романтизм противопоставляет переосмысление религии. «Истинная религия — это чувство и вкус бесконечности» (Шлейермахер). Деистической концепции Бога как Высшего Разума противопоставляется пантеизм и религия как форма чувственности, идея Живого Бога.
По словам Бенедетто Кроче: «Философский романтизм поднял знамя того, что иногда называют не совсем точно интуицией и фантазией, в пику холодному разуму, абстрактному интеллекту». Профессор Жак Барзен отмечал, что нельзя считать романтизм бунтом против разума: это бунт против рационалистических абстракций. Как пишет профессор Генрик Сколимовский: «Признание логики сердца (о которой столь выразительно говорит Паскаль), признание интуиции и более глубокого смысла жизни является равносильным воскрешению человека, способного летать. Именно в защиту этих ценностей, против вторжения обывательского материализма, узкого прагматизма и механистического эмпиризма, восстал романтизм».
Основатели философского романтизма: братья Шлегели (Август Вильгельм и Фридрих), Новалис, Гёльдерлин, Шлейермахер.

## Романтизм в живописи

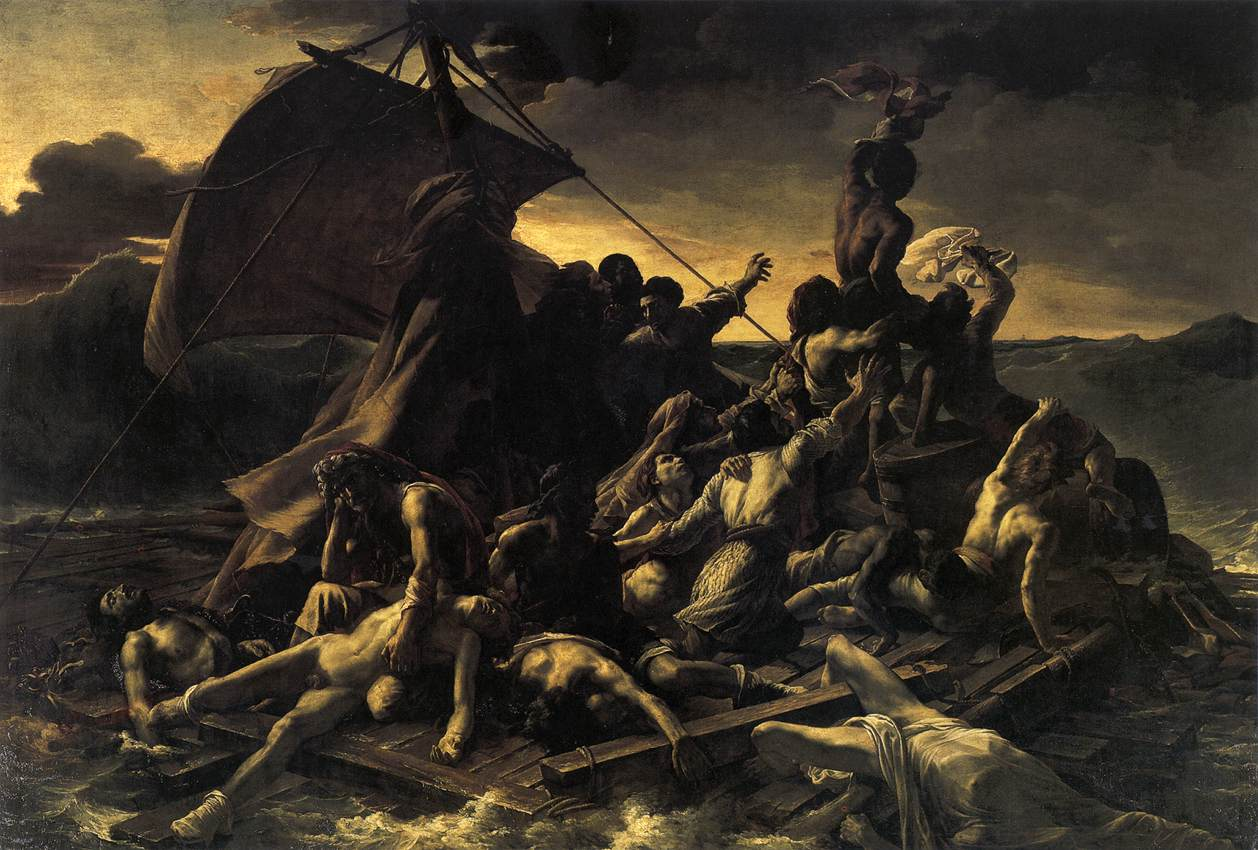
Плот «Медузы», Т. Жерико, 1817.

Развитие романтизма в живописи протекало в острой полемике с приверженцами классицизма. Романтики укоряли своих предшественников в «холодной рассудочности» и отсутствии «движения жизни». В 1820—1830-х годах работы многих художников отличались патетикой, возбуждённостью; в них наметилось стремление к экзотическим мотивам и игре воображения, способного увести от «тусклой повседневности». Борьба против застывших классицистских норм длилась долго, почти полстолетия. Первым, кому удалось закрепить новое направление и «оправдать» романтизм, был Теодор Жерико, а безусловным лидером живописцев-романтиков стал Эжен Делакруа.
«Сниженным романтизмом», а по своей эстетике, скорее, противостоящим возвышенным романтическим идеям, является течение бидермайера. Значительная коллекция произведений искусства эпохи романтизма представлена в Новой пинакотеке Мюнхена, Кунстхалле в Гамбурге, Старой национальной галерее в Берлине, Галерее новых мастеров в Дрездене.
Основные представители: Франсиско Гойя, Антуан-Жан Гро, Теодор Жерико, Эжен Делакруа, Карл Брюллов, Уильям Тёрнер, Каспар Давид Фридрих, Карл Фридрих Лессинг, Карл Шпицвег, Карл Блехен, Альберт Бирштадт, Фредерик Эдвин Чёрч, Люси Мэдокс Браун, Жилло Сент-Эвр.

## Романтизм в литературе

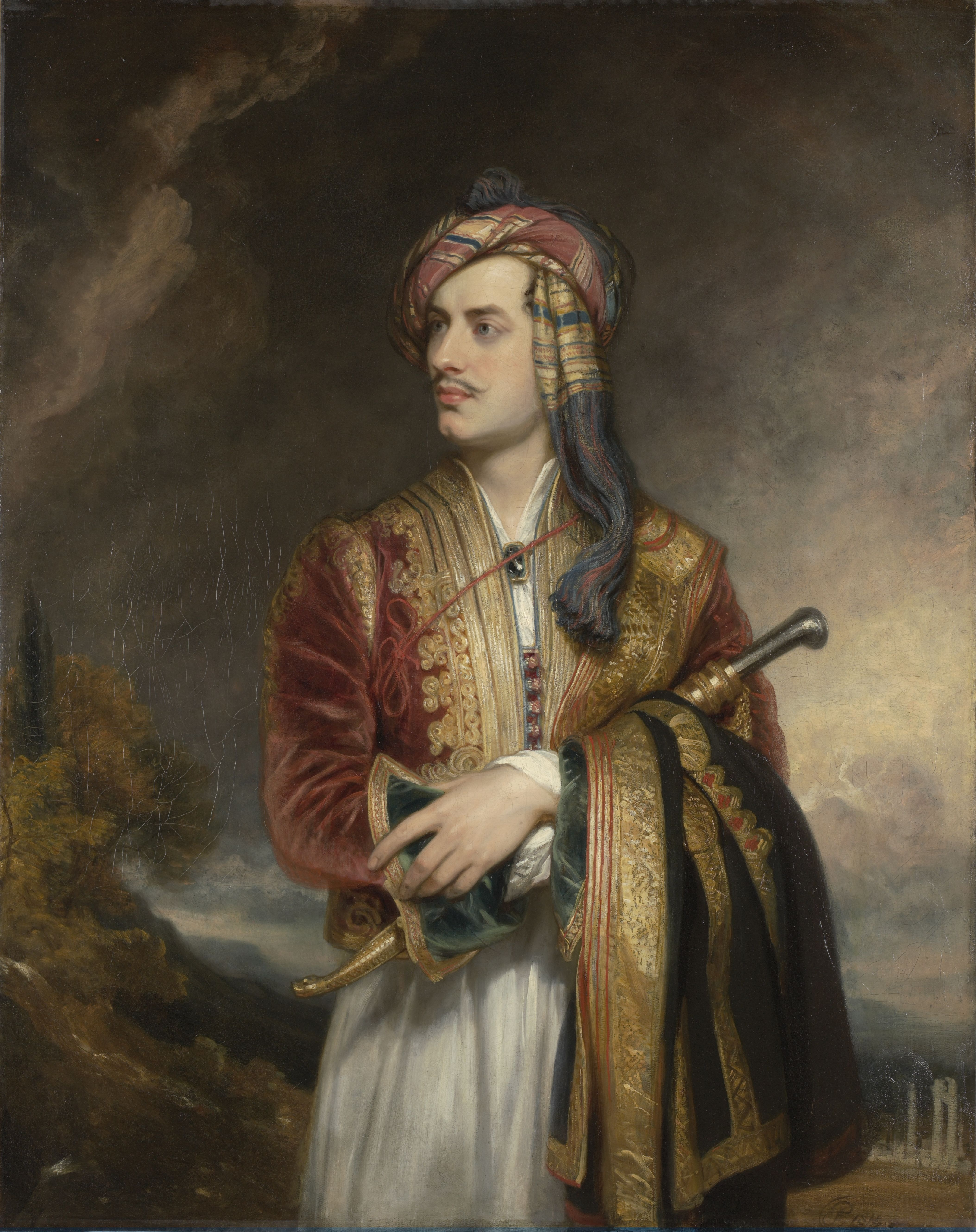
Лорд Байрон в албанском национальном костюме (1813) кисти Томаса Филлипса.

### Становление и развитие
Романтизм впервые возник в Германии, в кругу писателей и философов Йенской школы (В. Г. Ваккенродер, Людвиг Тик, Новалис, братья Фридрих и Август Шлегели). Философия романтизма была систематизирована в трудах Ф. Шлегеля и Ф. Шеллинга. В дальнейшем развитии немецкий романтизм отличает интерес к сказочным и мифологическим мотивам, что особенно ярко выразилось в творчестве братьев Гримм и Гофмана. Гейне, начиная своё творчество в рамках романтизма, позднее подверг его критическому пересмотру.
В Англии романтизм во многом обусловлен германским влиянием. В Англии первыми представителями данного направления являются поэты «Озёрной школы», Вордсворт и Кольридж. Они установили его теоретические основы, ознакомившись во время путешествия по Германии с философией Шеллинга и взглядами первых немецких романтиков. Для английского романтизма характерен интерес к общественным проблемам: современному буржуазному обществу они противопоставляли старые, добуржуазные отношения, идеал природы и простые, естественные чувства.
Ярким представителем английского романтизма является Байрон, который, по выражению Пушкина, «облек в унылый романтизм и безнадежный эгоизм». Его творчество проникнуто пафосом борьбы и протеста против современного мира, воспеванием свободы и индивидуализма. К английскому романтизму относится творчество Шелли, Джона Китса, Уильяма Блейка.
Романтизм получил распространение и в других европейских странах, например, во Франции (Шатобриан, Ж.Сталь, Ламартин, В. Гюго, Альфред де Виньи, П. Мериме, Ж. Санд, А. Дюма), Италии (Н. У. Фосколо, А. Мандзони, Леопарди), Польше (А. Мицкевич, Ю. Словацкий, З. Красинский, Ц. Норвид) и в США (В. Ирвинг, Ф. Купер, У. К. Брайант, Э. По, Н. Готорн, Г. Лонгфелло, Г. Мелвилл).

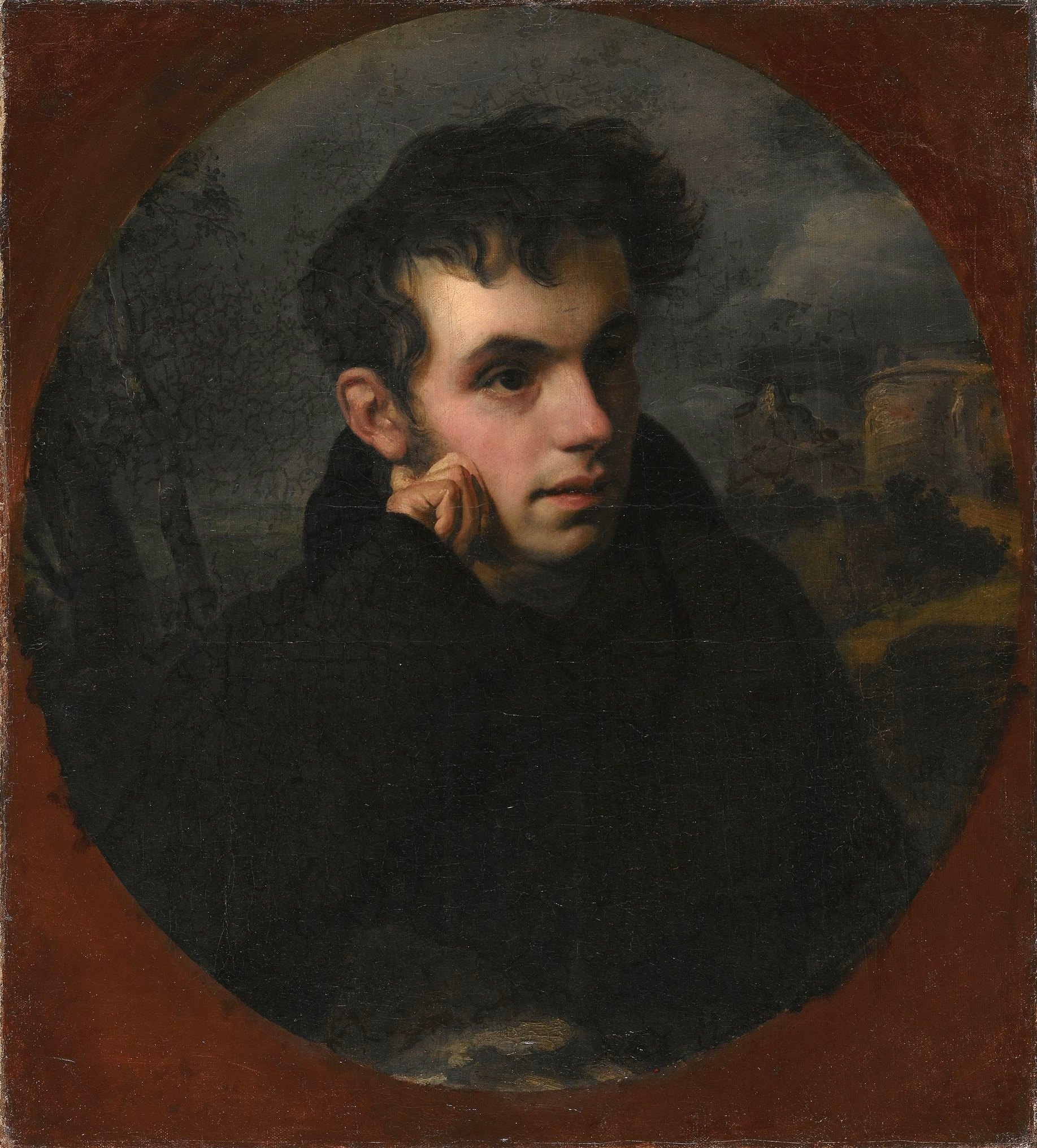
Портрет поэта В. А. Жуковского, О. А. Кипренский, 1815 (1816).

Также к французским романтикам причислял себя Стендаль, однако он подразумевал под романтизмом нечто иное, нежели большинство его современников. В эпиграф романа «Красное и чёрное» он взял слова «Правда, горькая правда», подчеркнув своё призвание к реалистическому исследованию людских характеров и поступков. Писатель был пристрастен к романтическим незаурядным натурам, за которыми признавал право «отправляться на охоту за счастьем». Он искренне считал, что только от уклада общества зависит, сможет ли человек реализовать свою вечную, данную самой природой тягу к благополучию.
Поэты-романтики стали использовать ангелов, особенно падших, в своих произведениях.
Эпоха романтизма ознаменовалась обновлением художественных форм: созданием жанра исторического романа, фантастической повести, лиро-эпической поэмы, реформой сцены. Необычайного расцвета достигла лирика. Возможности поэтического слова были расширены за счет многозначности, ассоциативности, сгущенной метафоричности, открытий в области стихосложения. Теоретики Романтизма проповедовали разомкнутость литературных родов и жанров, взаимопроникновение искусств, синтез искусства, философии, религии, подчеркивали музыкальное и живописное начала в поэзии. С точки зрения принципов художественной изобразительности романтики тяготели к фантастике, сатирическому гротеску, демонстративной условности формы, смело смешивали обыденное и необычное, трагическое и комическое.

### Романтизм в русской литературе
Зарождение романтизма в России связано с общественно-идеологической атмосферой русской жизни — общенациональным подъемом после Отечественной войны 1812, формированием дворянской революционности, обострением личного самосознания; все это обусловило не только становление, но и особый характер романтизма поэтов-декабристов (К. Ф. Рылеева, В. К. Кюхельбекера, А. И. Одоевского), чье творчество воодушевлено идеей гражданского служения, проникнуто пафосом вольнолюбия и борьбы. В их поэзии многие общеромантические мотивы — бегства на чужбину, тайны, мести, поисков смысла и цели жизни — социально заостряются, конкретно мотивируются, при том, что само переживание разлада с действительностью остается романтически-страстным, а конфликт заключает в себе катастрофически-субстанциональный смысл.

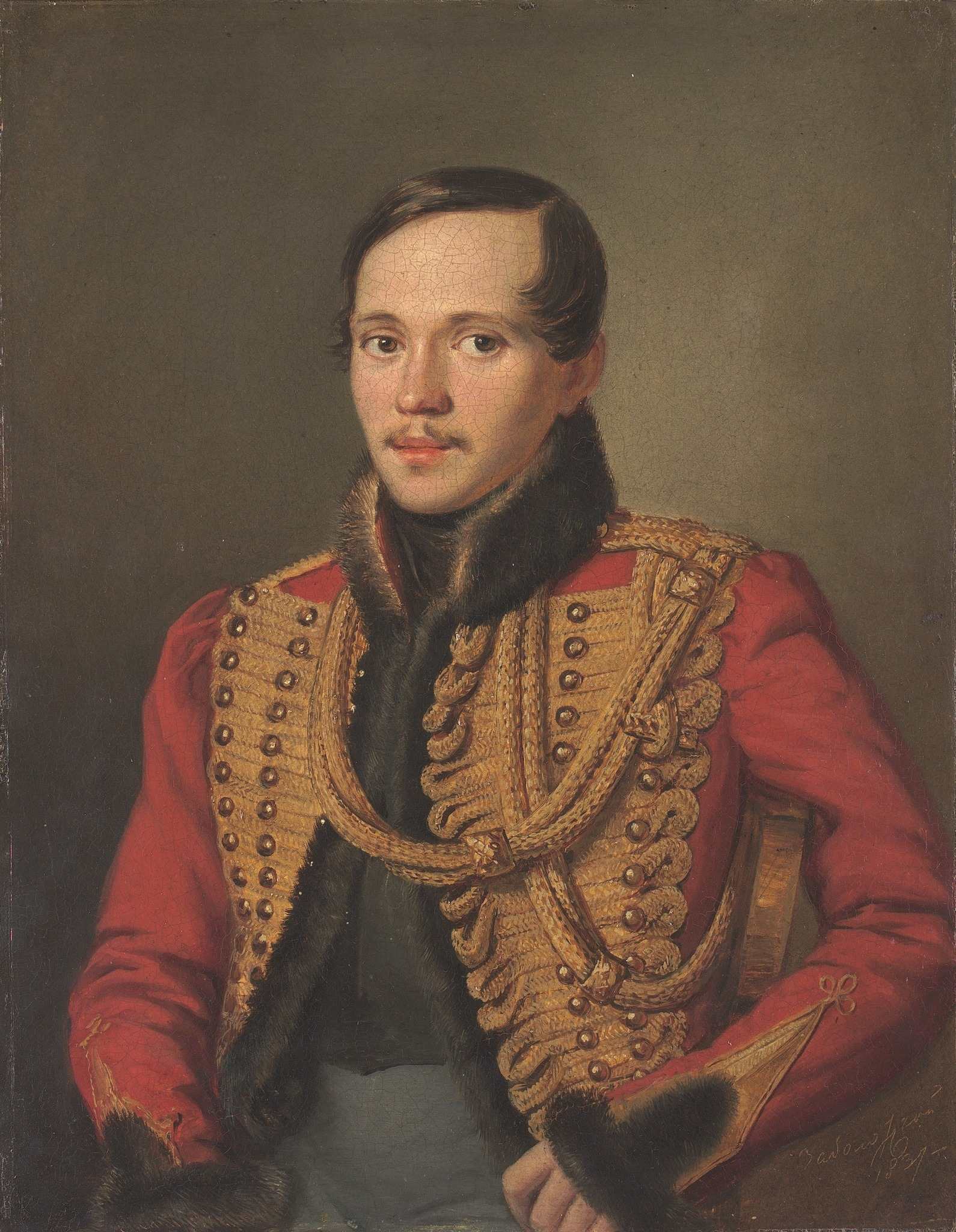
Портрет М. Ю. Лермонтова…, П. Заболоцкий, 1837.

Считается, что в России романтизм появляется в поэзии В. А. Жуковского (хотя к предромантическому движению, развившемуся из сентиментализма, часто относят уже некоторые русские поэтические произведения 1790—1800-х годов).
В русском романтизме появляется свобода от классических условностей, создаётся баллада, романтическая драма. Утверждается новое представление о сущности и значении поэзии, которая признаётся самостоятельной сферой жизни, выразительницей высших, идеальных стремлений человека; прежний взгляд, по которому поэзия представлялась пустой забавой, чем-то вполне служебным, оказывается уже невозможным. В литературе русского романтизма показаны страдания и одиночество главного героя.
Романтизм в России прошёл несколько этапов становления:
- 1810-е годы — возникновение и формирование психологического течения; ведущие поэты Жуковский и Батюшков;
- 1820-е годы — возникновение и формирование гражданского, или социального, течения в поэзии Ф. Н. Глинки, П. А. Катенина, К. Ф. Рылеева, В. К. Кюхельбекера, А. А. Бестужева-Марлинского; зрелость психологического романтизма, в котором главными фигурами были А. С. Пушкин, Е. А. Баратынский, П. А. Вяземский, Н. М. Языков;
- 1830-е годы — возникновение философского течения в поэзии Баратынского, поэтов-любомудров, Тютчева, в прозе В. Ф. Одоевского; проникновение романтизма в прозу и широкое его распространение в жанре повести; расцвет романтизма в творчестве Лермонтова и признаки кризиса: засилье эпигонской (подражательной) поэзии, лирика Бенедиктова, «кавказские» («восточные») повести А. А. Бестужева-Марлинского;
- 1840-е годы — закат романтизма, его вытеснение с переднего плана литературы; из действующего субъекта литературного процесса романтизм все более превращается в его объект, становясь предметом художественного изображения и анализа[12].

Деление романтизма на различные течения происходило по следующим критериям:
- к психологическому течению русского романтизма принадлежат романтики, исповедовавшие идеи самовоспитания и самоусовершенствования личности в качестве наиболее верного пути преображения действительности и человека;
- к течению гражданского, или социального, романтизма относятся романтики, считавшие, что человек воспитывается прежде всего в социальной, общественной жизни, а, стало быть, он предназначен для гражданской деятельности;
- к философскому течению русского романтизма причислены романтики, полагавшие, что место человека в мире предопределено свыше, его жребий предначертан на небесах и всецело зависит от общих законов мироздания, а вовсе не от социальных и психологических причин.

Между этими течениями различия относительны: поэты разных течений не только полемизируют, но и взаимодействуют друг с другом.

## Романтизм и его значение
Начиная с 1840‑х годов Романтизм в основных европейских странах уступает ведущее положение критическому реализму и отходит на второй план. Однако лучшие образцы романтизма вошли в мировую литературу, обогатив классические национальные стили. Традиции романтизма остаются действенными на протяжении всего XIX века, обретя новые импульсы в конце XIX — начале XX века (неоромантизм). Неоромантизм тесно связан с романтизмом не столько темами, мотивами или строем произведения, сколько умонастроением, общими принципами поэтики — отрицанием всего обыденного и прозаического, «раздвоенностью» рефлексирующего творческого сознания, обращением к иррациональному, «сверхчувственному», склонностью к гротеску и фантастике, установкой на обновление художественной формы. В дальнейшем традиции романтизма были усвоены, а иногда полемически переосмыслены символизмом, в том числе художниками, остро ощущавшими кризис буржуазного общества и буржуазной культуры (А. А. Блок, Р. М. Рильке). Прямое и опосредованное воздействие идеологических установок романтизма заметно и в экспрессионизме, и в поэзии сюрреализма и некоторых других авангардистских течениях.

## Романтизм в музыке
В музыке направление романтизма сложилось в 1820-е годы, развитие его заняло весь XIX век. Композиторы-романтики старались с помощью музыкальных средств выразить глубину и богатство внутреннего мира человека. Музыка становится более рельефной, индивидуальной. Получают развитие песенные жанры, в том числе баллада.
Виднейшими представителями романтизма в музыке являются: Франц Шуберт, Людвиг ван Бетховен, Иоганнес Брамс, Фредерик Шопен, Ференц Лист, Шарль Валантен Алькан, Феликс Мендельсон, Роберт Шуман, Луи Шпор, А. А. Алябьев, М. И. Глинка, Даргомыжский, Балакирев, Н. А. Римский-Корсаков, Мусоргский, Бородин, Кюи, П. И. Чайковский.

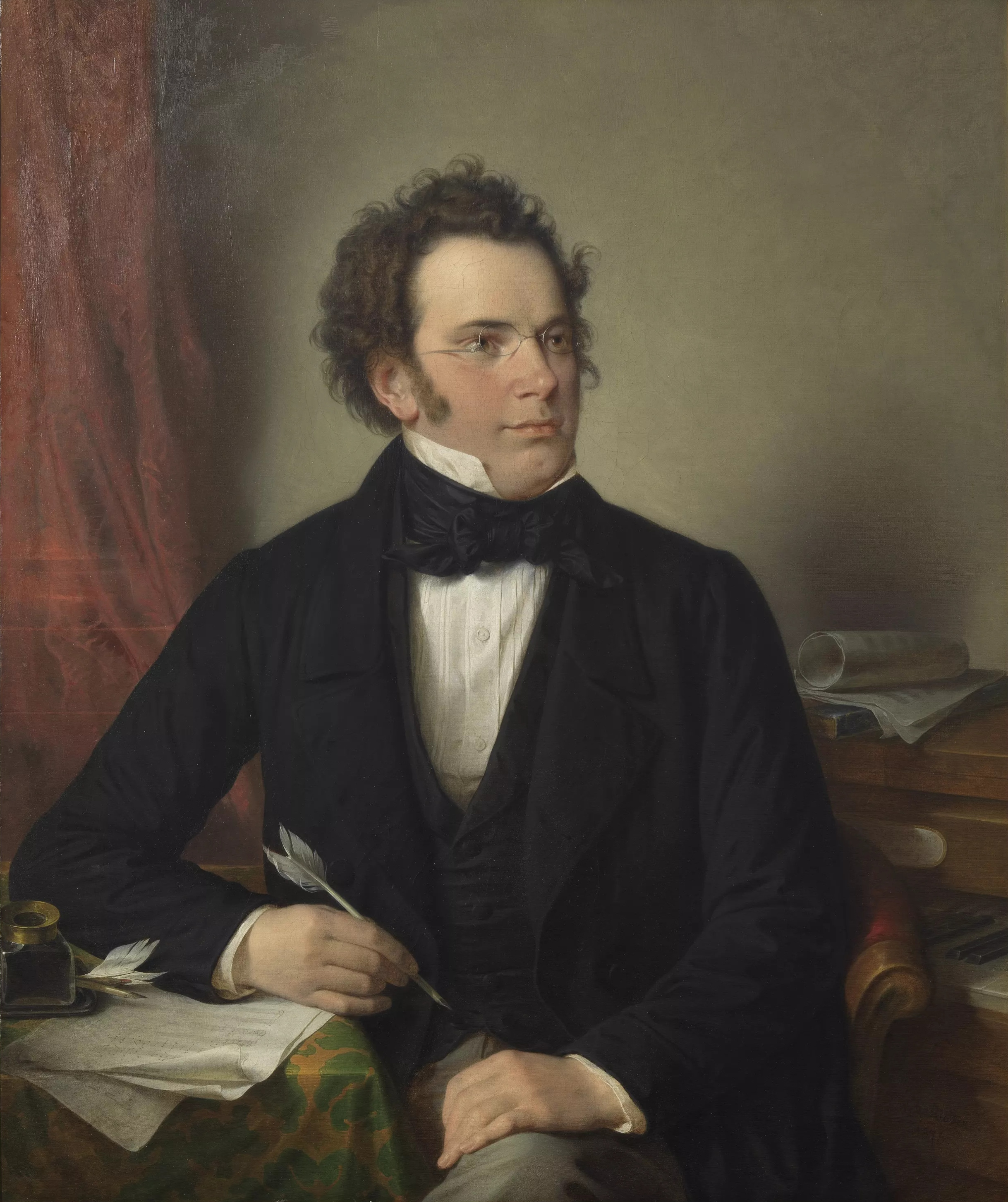
Franz Schubert, Wilhelm August Rieder, 1875

Для романтического мировоззрения характерен резкий конфликт между реальной действительностью и мечтой. Действительность низка и бездуховна, она пронизана духом мещанства, филистерства, и достойна только отрицания. Мечта — это нечто прекрасное, совершенное, но недостижимое и непостижимое разумом.
Прозе жизни романтизм противопоставил прекрасное царство духа, «жизнь сердца». Романтики верили в то, что чувства составляют более глубокий пласт души, чем разум. По словам Вагнера, «художник обращается к чувству, а не к разуму». А Шуман говорил: «разум заблуждается, чувства — никогда». Не случайно идеальным видом искусства была объявлена музыка, которая в силу своей специфики наиболее полно выражает движения души. Именно музыка в эпоху романтизма заняла ведущее место в системе искусств.
Если в литературе и живописи романтическое направление в основном завершает своё развитие к середине XIX столетия, то жизнь музыкального романтизма в Европе гораздо продолжительнее. Музыкальный романтизм как направление сложился в начале XIX века и развивался в тесной связи с различными течениями в литературе, живописи и театре. Начальный этап музыкального романтизма представлен творчеством Ф. Шуберта, Э. Т. А. Гофмана, К. М. Вебера, Н. Паганини, Дж. Россини; последующий этап (1830—50-е годы) — творчеством Ф. Шопена, Р. Шумана, Ф. Мендельсона, Г. Берлиоза, Ф. Листа, Ш. Алькана, Р. Вагнера, Дж. Верди. Поздний этап романтизма простирается до конца XIX века.
В качестве основной проблемы романтической музыки выдвигается проблема личности, причем в новом освещении — в её конфликте с окружающим миром. Романтический герой всегда одинок. Тема одиночества — едва ли не самая популярная во всем романтическом искусстве. Очень часто с ней связана мысль о творческой личности: человек одинок, когда он является именно незаурядной, одаренной личностью. Артист, поэт, музыкант — излюбленные герои в произведениях романтиков («Любовь поэта» Шумана, «Фантастическая симфония» Берлиоза с её подзаголовком — «Эпизод из жизни артиста», симфоническая поэма Листа «Тассо»).
Присущий романтической музыке глубокий интерес к человеческой личности выразился в преобладании в ней личного тона. Раскрытие личной драмы нередко приобретало у романтиков оттенок автобиографичности, который вносил в музыку особую искренность. Так, например, многие фортепианные произведения Шумана связаны с историей его любви к Кларе Вик. Автобиографический характер своих опер всячески подчёркивал Вагнер.
Внимание к чувствам приводит к смене жанров — господствующее положение приобретает лирика, в которой преобладают образы любви.
С темой «лирической исповеди» часто переплетается тема природы. Резонируя с душевным состоянием человека, она обычно окрашивается чувством дисгармонии. С образами природы тесно связано развитие жанрового и лирико-эпического симфонизма (одно из первых сочинений — «большая» симфония C-dur Шуберта).
Настоящим открытием композиторов-романтиков стала тема фантастики. Музыка впервые научилась воплощать сказочно-фантастические образы чисто музыкальными средствами. В операх XVII—XVIII веков «неземные» персонажи (как, например, Царица ночи из моцартовской «Волшебной флейты») разговаривали на «общепринятом» музыкальном языке, мало выделяясь на фоне реальных людей. Композиторы-романтики научились передавать фантастический мир как нечто совершенно специфическое (при помощи необычных оркестровых и гармонических красок). Яркий образец — «Сцена в волчьем ущелье» в «Волшебном стрелке» Вебера.
В высшей степени характерен для музыкального романтизма интерес к народному творчеству. Подобно поэтам-романтикам, которые за счёт фольклора обогащали и обновляли литературный язык, музыканты широко обращались к национальному фольклору — народным песням, балладам, эпосу (Франц Шуберт, Роберт Шуман, Фредерик Шопен, Иоганнес Брамс, Бедржих Сметана, Эдвард Григ и др.). Воплощая образы национальной литературы, истории, родной природы, они опирались на интонации и ритмы национального фольклора, возрождали старинные диатонические лады. Под влиянием фольклора содержание европейской музыки ярко преобразилось.
Новые темы и образы потребовали от романтиков разработки новых средств музыкального языка и принципов формообразования, индивидуализации мелодики и внедрения речевых интонаций, расширения тембровой и гармонической палитры музыки (натуральные лады, красочные сопоставления мажора и минора и т. д.).
Поскольку в центре внимания романтиков уже не человечество в целом, а конкретный человек с его неповторимым чувствованием, соответственно и в средствах выражения общее всё больше уступает место единичному, индивидуально своеобразному. Уменьшается доля обобщённых интонаций в мелодике, общеупотребительных аккордовых последований в гармонии, типовых рисунков в фактуре — все эти средства индивидуализируются. В оркестровке принцип ансамблевых групп уступил место солированию почти всех оркестровых голосов.
Важнейшим моментом эстетики музыкального романтизма была идея синтеза искусств, которая нашла наиболее яркое выражение в оперном творчестве Вагнера и в программной музыке Берлиоза, Шумана, Алькана, Листа.